# Janusz Olejniczak

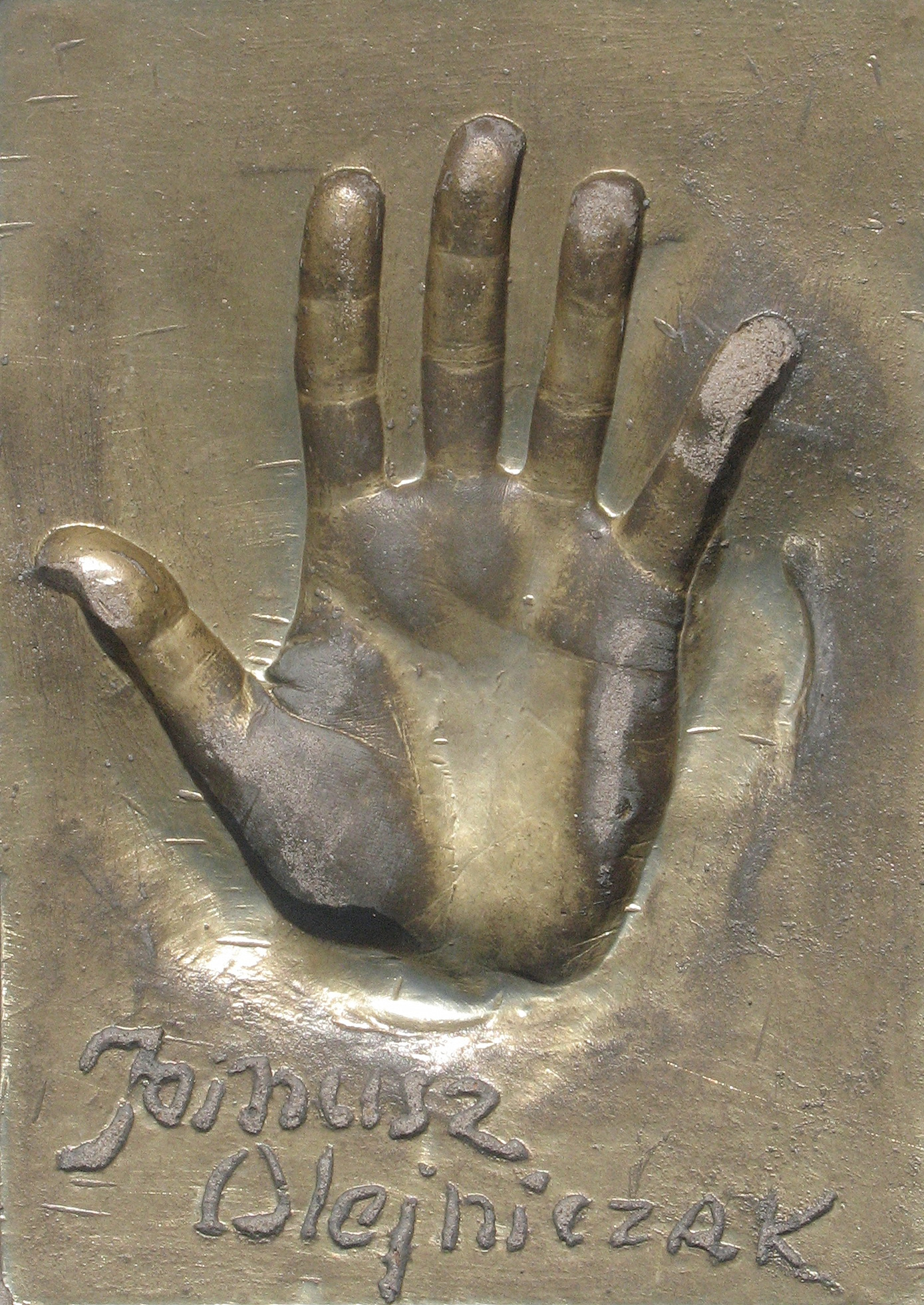
Odcisk dłoni i podpis J. Olejniczaka w Alei Gwiazd w Międzyzdrojach

Janusz Mieczysław Olejniczak (ur. 2 października 1952 we Wrocławiu, zm. 20 października 2024 w Warszawie) – polski pianista, pedagog muzyczny i okazjonalnie aktor.

## Życiorys

### Wykształcenie i udział w konkursach
Na fortepianie zaczął grać w wieku sześciu lat. Ukończył podstawową i średnią szkołę muzyczną w Warszawie oraz studia w Państwowej Wyższej Szkole Muzycznej w Warszawie. Jego pierwszymi nauczycielami gry byli Luiza Walewska (zarazem matka chrzestna) i Ryszard Bakst. Pobierał dodatkowe nauki w Paryżu i na studiach podyplomowych w Warszawie i Essen.

### Kariera zawodowa
W drugiej połowie lat 60. i na początku lat 70. wziął udział w kilku konkursach pianistycznych: został finalistą Międzynarodowego Konkursu Młodych Wykonawców „Concertino Praha” (1967) oraz zajął szóste miejsce na VIII Międzynarodowym Konkursie Pianistycznym im. Fryderyka Chopina (1970) i czwarte miejsce na Międzynarodowym Konkursie Muzycznym im. Alfreda Casellego (1972).
Po sukcesie na Konkursie Chopinowskim w 1967 występował w wielu krajach Europy, Azji, w obu Amerykach i w Australii.
Grał w salach: Carnegie Hall w Nowym Jorku, Salle Pleyel w Paryżu, Lincoln Center w Waszyngtonie, Concertgebouw w Amsterdamie, Suntory Hall w Tokio, Filharmonia Berlińska, Konserwatorium Moskiewskie i in.. Koncertował z dyrygentami, takimi jak: Witold Rowicki, Kazimierz Kord, Jerzy Maksymiuk, Grzegorz Nowak, Charles Dutoit, Wojciech Michniewski i Andrzej Markowski. Występował na wielu festiwalach muzycznych, m.in. kilkukrotnie na Międzynarodowym Festiwalu Chopinowskim w Dusznikach-Zdroju. Był stałym gościem festiwalu Chopin i jego Europa w Warszawie.
Wcielił się w postać Fryderyka Chopina w filmie Andrzeja Żuławskiego Błękitna nuta (1991). W późniejszych latach współpracował przy nagrywaniu muzyki filmowej, m.in. nagrał ścieżkę dźwiękową do filmów: Chopin. Pragnienie miłości (2002) i Pianista (2002).
Był pedagogiem muzycznym. Prowadził klasę fortepianu na Uniwersytecie Muzycznym Fryderyka Chopina w Warszawie i Akademii Muzycznej w Krakowie (1993–1997) oraz kursy mistrzowskie dla pianistów w różnych krajach. Był jurorem XVII i XVIII Międzynarodowego Konkursu Pianistycznego im. Fryderyka Chopina w Warszawie.

### Śmierć i pogrzeb
Zmarł 20 października 2024 na zawał serca. 29 października tego samego roku, po mszy świętej w Kościele Wizytek w Warszawie, został pochowany na Cmentarzu Powązkowskim.

## Życie prywatne
Był mężem aktorki Sławomiry Łozińskiej.

## Repertuar i dyskografia
W jego repertuarze znajdowały się utwory m.in. Fryderyka Chopina, Ferenca Liszta, Jeana-Philippe’a Rameau, Wolfganga Amadeusa Mozarta, Franza Schuberta, Sergieja Prokofiewa, Wojciecha Kilara oraz Henryka Mikołaja Góreckiego. W 1995 roku jego płyta z koncertami fortepianowymi Chopina otrzymała Fryderyka (w kategorii Album roku – muzyka solowa). Łącznie nagrał kilkadziesiąt płyt dla wytwórni Polskie Nagrania „Muza”, Naxos, Dux, Selene Records, Tonpress, Pony Canyon, NIFC, Opus 111, CD Accord i in.

## Ordery i wyróżnienia
- 1999 – Krzyż Oficerski Orderu Odrodzenia Polski[21]
- 2003 – Doroczna Nagroda Ministra Kultury i Dziedzictwa Narodowego w dziedzinie muzyki[22]
- 2005 – Złoty Medal „Zasłużony Kulturze Gloria Artis”[7]
- 2010 – Perła Honorowa Polskiej Gospodarki w kategorii kultura[23]
- 2022 – Złoty Fryderyk w kategorii muzyka poważna[24]
- 2024 – Krzyż Komandorski z Gwiazdą Orderu Odrodzenia Polski (pośmiertnie)[25][16]

## Filmografia
obsada aktorska
- 1990: Błękitna nuta jako Fryderyk Chopin
- 1995: Les Milles jako bułgarski pianista
- 2015: Hiszpanka jako Ignacy Jan Paderewski